# Anini-y
Anini-y é um município de  quarta classe de renda municipal (d) na província Antique, nas Filipinas. De acordo com o censo de 1 de maio  de  2020 possui uma população de 22 018 pessoas e 5 466 domicílios.